# Колосівка (Миргородський район)
Колосі́вка (у XX ст. ще звалось Запсілля) — село Миргородського району Полтавської області. Населення станом на 2001 рік становило 154 особи. Входить до Білоцерківської сільської об'єднаної територіальної громади з адміністративним центром у с. Білоцерківка.

## Географія
Село Колосівка знаходиться на правому березі річки Псел, вище за течією на відстані 1 км розташоване село Стінки, на протилежному березі — село Балаклія. Навколо села є багато заболочених озер.
Віддаль до селища Велика Багачка — 24 км. Найближча залізнична станція Сагайдак — за 27 км.

## Історія
Село Колосівка виникло на початку XX ст. як хутір Запсілля Білоцерківської волості Хорольського повіту Полтавської губернії.
У 1912 році в хуторі Запсілля Балаклійської волості Хорольського повіту було 55 жителів.
У січні 1918 року в селі розпочалась радянська окупація.
Від 1923 до 1930 року село входило до Білоцерківського району Полтавської округи, після розформування району увійшло до складу новоутвореного Великобагачанського району.
У 1932–1933 роках внаслідок Голодомору, проведеного радянським урядом, у селі загинуло 11 мешканців.
З 14 вересня 1941 по 20 вересня 1943 року Запсілля було окуповане німецько-фашистськими військами.

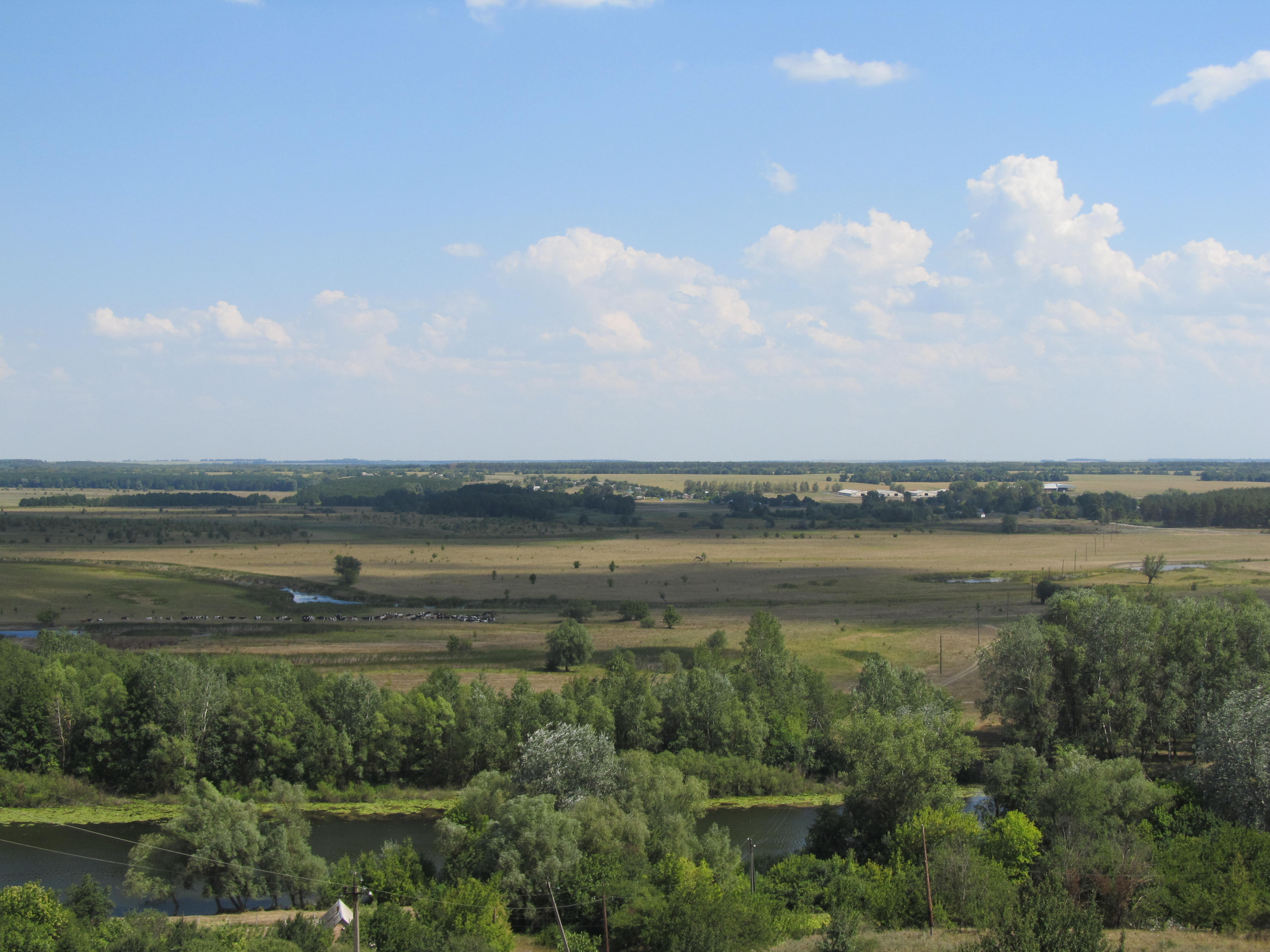
Заказник "Географічний центр Полтавщини"

У 1964 році село перейменували на Колосівку.
Село входило до Балакліївської сільської ради Великобагачанського району.
13 серпня 2015 року шляхом об'єднання Балакліївської, Білоцерківської, Бірківської та Подільської сільських рад Великобагачанського району була утворена Білоцерківська сільська об'єднана територіальна громада з адміністративним центром у с. Білоцерківка.

## Економіка
- Молочно-товарна ферма

## Пам'ятки
- Недалеко від села розташований ландшафтний заказник «Географічний центр Полтавщини»